# Béla Pap

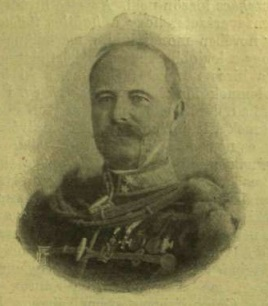
Béla Pap (1906)

Béla Pap von Szil (* 26. März 1845 in Marcali, Komitat Somogy; † 1. Oktober 1916 in Waidhofen an der Ybbs, Erzherzogtum Österreich unter der Enns) war ein ungarischer Feldmarschallleutnant und Landesverteidigungsminister.

## Leben
Pap schloss die Technische Militärakademie ab und wurde 1866 Leutnant beim Sappeurbataillon Nr. 2. 1873 wurde er zum Hauptmann ernannt und war ab 1879 Dozent an der Technischen Militärakademie. 1899 wurde er Generalmajor und war von 1904 bis 1905 Leiter der 3. Sektion des k.u. Landesverteidigungsministeriums. Von 1905 bis 1906 war er Sektionsleiter im k.u.k. Kriegsministerium und von 6. März bis 8. April 1906 k.u. Landesverteidigungsminister in der Beamtenregierung von Géza Fejérváry.